# Jiří Mičánek
Jiří Mičánek (ur. 1 lutego 1953) – czechosłowacki, następnie czeski kierowca wyścigowy.

## Kariera
Ściganie się rozpoczął w 1972 roku. W roku 1973 zadebiutował w Formule Škoda, a w 1978 roku został mistrzem tej serii. Zajął także trzecie miejsce w krajowej Formule Easter, został też mistrzem w wyścigach górskich. Ostatni z tych sukcesów obronił w 1979 roku, wówczas również zajął piąte miejsce w klasyfikacji Pucharu Pokoju i Przyjaźni. W latach 1982 i 1984 wywalczył mistrzostwo Czechosłowacji w Formule Easter. W roku 1986 był czwarty w Pucharze Pokoju i Przyjaźni, a w sezonie 1987 – szósty. W 1988 roku zdobył mistrzostwo Czechosłowacji w wyścigach górskich.
Po rozpadzie Czechosłowacji uczestniczył w wyścigach górskich. W 1998 roku na Martini MK45 wygrał FIA Challenge E2000, został ponadto mistrzem Czech w Formule 3. W 1999 roku wygrał dziesięć wyścigów i zdobył mistrzostwo Czech w wyścigach samochodowych.